# François Giroust
François Giroust (* 10. April 1737 in Paris; † 28. April 1799 in Versailles) war ein französischer Komponist. 

## Leben
François Giroust erhielt seine Ausbildung als Chorknabe an der Kathedrale Notre Dame de Paris. Seine Lehrer waren Louis Homet (1691–1767) bis 1748, danach Antoine Goulet (1714–1782). Giroust ersten Kompositionen wurden aufgeführt, als er 14 Jahre alt war. 1756 wurde Giroust Kapellmeister an der Kathedrale von Orléans. 1771 heiratete er die Sopranistin Marie Françoise Avantois de Beaumont, mit der er neun Kinder hatte. 1775 hatte er einen von Erfolg gekrönten Auftritt in den Concerts spirituels, der ihn schlagartig bekannt machte. Von 1782 bis 1792 war er Surintendent de musique der königlichen Kapelle unter Louis XVI, revolutionsbedingt auch der Letzte auf diesem Posten.
Die „Grands Motets“ von Giroust sind die letzten Kompositionen dieser ehemals in Frankreich so beliebten Gattung. Trotz seiner Anstellung bei Hofe komponierte er einige Revolutionsmusiken, so die Hymne der „Versaillais“. Seine Freimaurermusiken, die er für seine Loge Le Patriotsme sind verschollen. Seine Werke wurden im Allgemeinen bei Wohltätigkeitsveranstaltungen oder im Theater des Hôtel des Cheveau-Légers in Versailles aufgeführt. Der Stil seiner Werke ist vergleichbar mit dem von Gossec oder Grétry. Giroust starb 1799 im Schloss Versailles, wo er nach der Revolution eine Anstellung als Hausmeister hatte. Am 13. Februar 1796 wurde er mit seinen Musikerkollegen Gossec, Grétry und Étienne-Nicolas Méhul Mitglied des Institut de France.

## Werke (Auswahl)
- Télèphe (Oper)
- 14 Oratorien
- Messe du Sacre de Louis XVI
- 90 Grands Motets
- 11 Magnificat
- Le Chant pour la Fondation de la République
- L’Apothéose de Marat et Le Pelletier